# IR Весов
IR Весов (лат. IR Librae), HD 137876 — двойная затменная переменная звезда типа W Большой Медведицы (EW:) в созвездии Весов на расстоянии (вычисленном из значения параллакса) приблизительно 292 световых лет (около 90 парсеков) от Солнца. Видимая звёздная величина звезды — от +8,83m до +8,72m.

## Характеристики
Первый компонент — жёлтый карлик спектрального класса G8V. Эффективная температура — около 5382 К.
Второй компонент — жёлтая звезда спектрального класса G6.